# New Carlisle (Indiana)
New Carlisle es un pueblo ubicado en el condado de St. Joseph en el estado estadounidense de Indiana. En el Censo de 2010 tenía una población de 1861 habitantes y una densidad poblacional de 344,62 personas por km².

## Geografía
New Carlisle se encuentra ubicado en las coordenadas 41°42′25″N 86°30′26″O / 41.70694, -86.50722. Según la Oficina del Censo de los Estados Unidos, New Carlisle tiene una superficie total de 5.4 km², de la cual 5.4 km² corresponden a tierra firme y (0%) 0 km² es agua.

## Demografía
Según el censo de 2010, había 1861 personas residiendo en New Carlisle. La densidad de población era de 344,62 hab./km². De los 1861 habitantes, New Carlisle estaba compuesto por el 96.02% blancos, el 0.75% eran afroamericanos, el 0.59% eran amerindios, el 0.38% eran asiáticos, el 0% eran isleños del Pacífico, el 0.21% eran de otras razas y el 2.04% pertenecían a dos o más razas. Del total de la población el 1.29% eran hispanos o latinos de cualquier raza.